# Poissy
Poissy je město v západní části metropolitní oblasti Paříže ve Francii v departmentu Yvelines a regionu Île-de-France. Od centra Paříže je vzdálené 24 km.

## Geografie
Sousední obce: Achères, Saint-Germain-en-Laye, Chambourcy, Aigremont, Feucherolles , Orgeval, Villennes-sur-Seine a Carrières-sous-Poissy.

## Historie
Poissy patří k nejstarším francouzským městům v regionu Île-de-France. V prvním století před naším letopočtem je obýval galský kmen Karnutů, o němž se zmínil Caesar v Zápiscích o válce galské. V raném středověku se město Merovejců nazývalo latinsky Pinciacum a francouzsky Pincerais. Již za vlády Karla Velikého zde byl zbudován hrad. Ve 13. století patřilo k oblíbeným sídlům španělské královny Blanky Kastilské, v roce 1213 se jí zde narodil syn Ludvík IX. Francouzský, známý jako Ludvík Svatý, a byl pokřtěn ve zdejším kapitulním kostele Panny Marie.
V roce 1561 se z iniciativy královny Kateřiny Medicejské v refektáři zdejšího dominikánského kláštera konalo neúspěšné kolokvium, jež mělo narovnat vztahy mezi římskými katolíky a hugenoty. V roce 1567 se katolíci s hugenoty střetli v bitvě o Poissy. Vítězství katolíků bylo následováno založením kláštera kapuvínů (1620) a kláštera voršilek (1647). Budova dominikánského kláštera i s kostelem byla zcela zbořena po Velké francouzské revoluci. Velká urbanistická proměna města nastala v poslední čtvrtině 19. století.  
Za prusko-francouzské války v letech 1870–1871 město okupovala pruská armáda. 
Město bylo postiženo první i druhou světovou válkou.

### Vývoj počtu obyvatel
Počet obyvatel

## Průmysl
V letech 1902–1924 zde podnikatel Pierre-Joseph Grégoire vyráběl auta značky Grégoire, následovala automobilka Ford a v roce 1963 Chrysler. V současnosti zde působí Groupe PSA, jedna z největších továren automobilky Peugeot. Další podniky jsou od roku 1990 soustředěny v Technoparku. Známá je také tradiční výroba lihovin značky Noyau de Poissyː dvacetiprocentního meruňkového likéru a čtyřicetiprocentního destilátu. Produkci parfémů zastupuje značka Rochas. 

## Fakultní nemocnice
- Centre hospitalier intercommunal de Poissy-Saint-Germain-en-Laye

## Pamětihodnosti

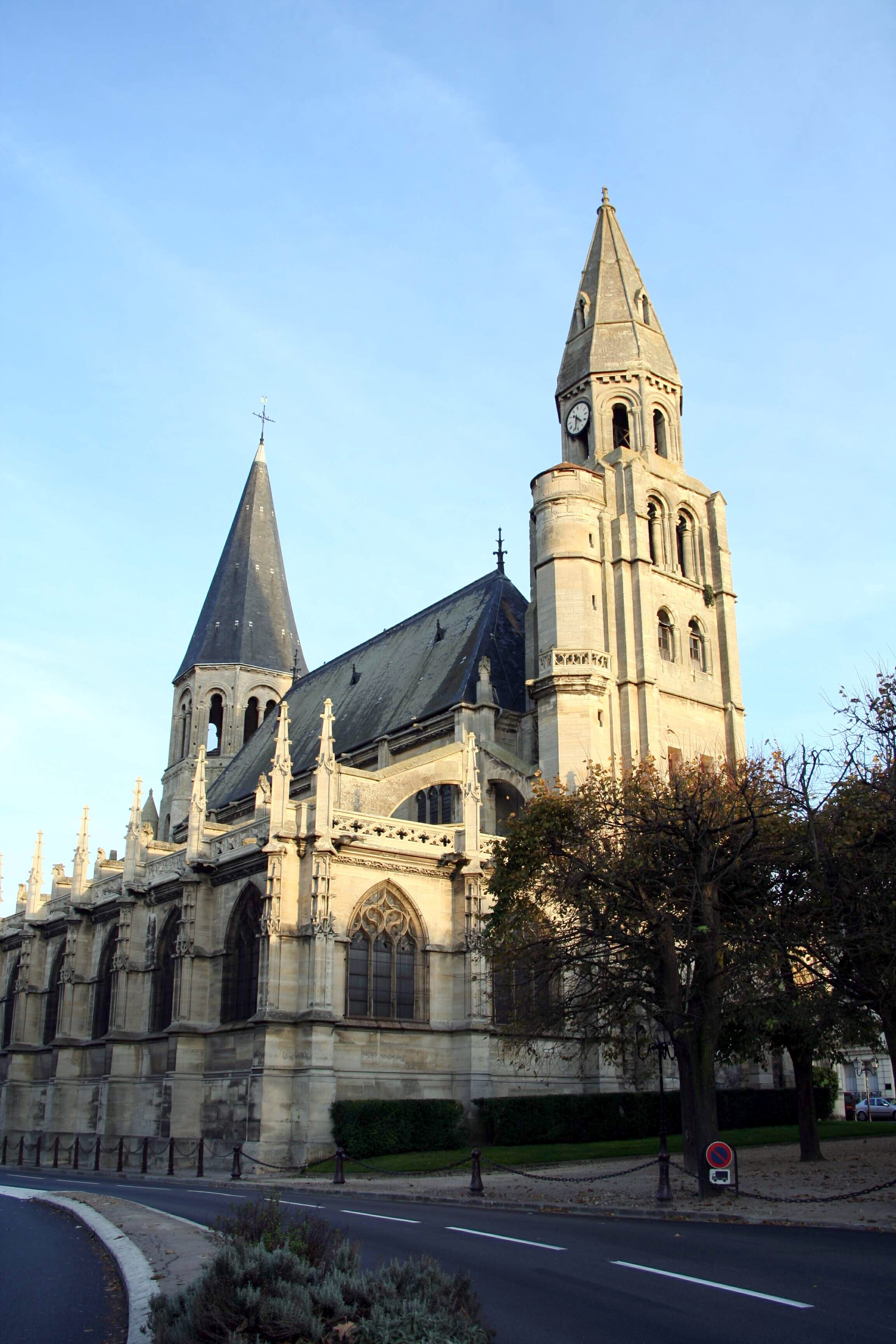
Bazilika Panny Marie

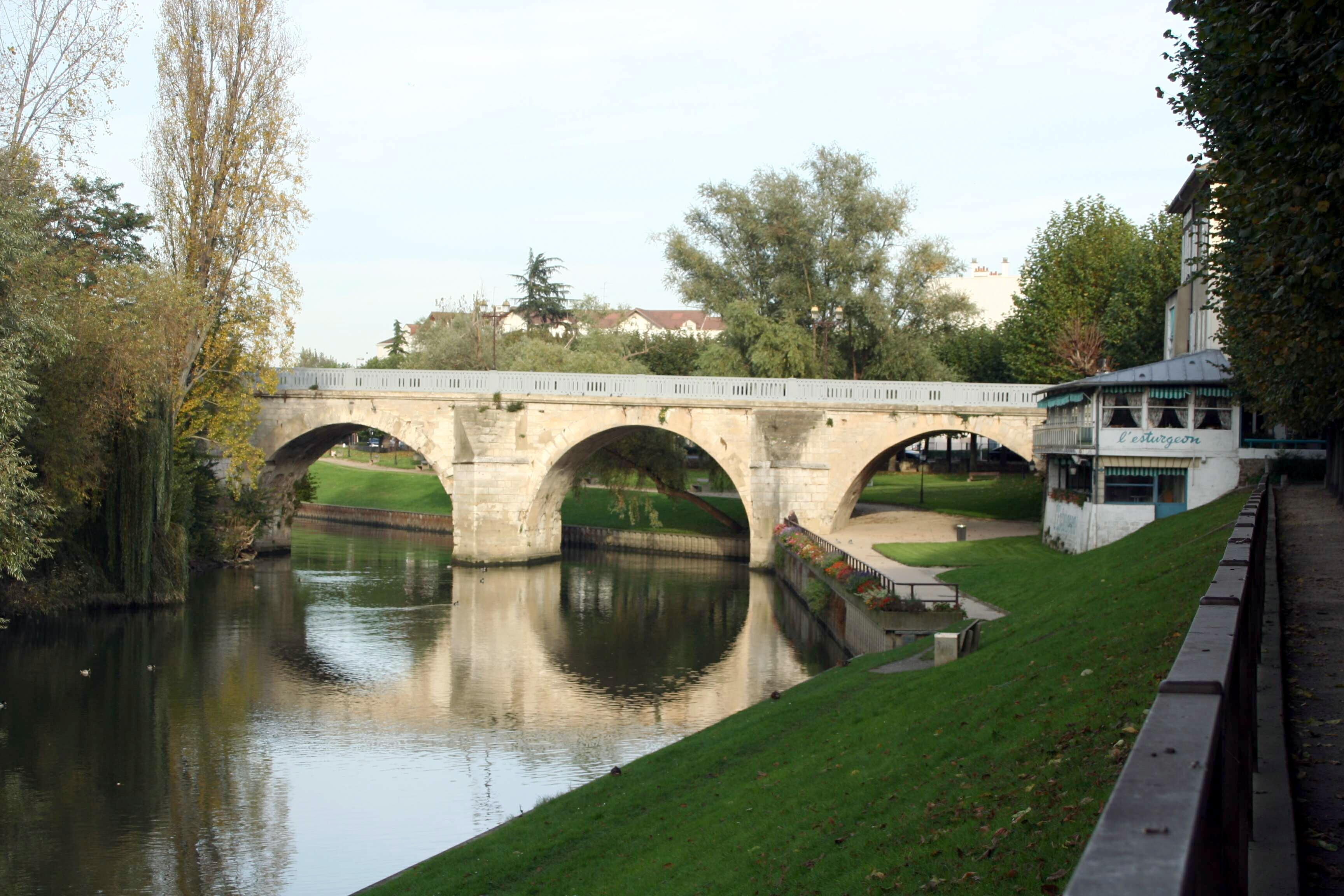
Středověký most

- Kapitulní kostel Panny Marie (Collégiale Notre-Dame de Poissy), trojlodní bazilika založená v 11. století, současná románsko-gotická stavba byla postavená v letech 1130–1160
- Starý most přes řeku Seinu – středověká konstrukce ze 13. století, bombardovaná Spojenci v roce 1944, po válce rekonstruována
- Stará radnice – původně klášter kapucínů ze 17. století, adaptovaný na radnici roku 1837 a v roce 1937 ve stylu art deco proměněný v divadlo.
- Maison centrale – věznice, přestavěná v roce 1821 z budov kláštera voršilek, v současnosti slouží pro 230 vězňů
- Pavillon de l'Octroi – budova potravní daně, osmiboký pavilón z roku 1837.
- Château de Villiers - novrenesanční zámeček, postavený v 60. letech 19. století pro barona Ziangiacomi, soukromý.
- Vila Savoye – obytný dům rodiny Savoye, jedna z nejvýznamnějších moderních staveb 20. století od architekta Le Corbusiera z let 1928–1933, památka UNESCO

## Muzea
- Muzeum her (Musée Jouet) a Muzeum umění a historie (Musée d'art et d'histoire)  - spojená městská muzea a galerie; významná je archeologická expozice a sbírka francouzského malířství 19. století [1]

## Osobnosti města
- Ludvík IX. Francouzský (1214–1270), francouzský král
- Alfons z Poitiers (1220–1271), francouzský vévoda, hrabě z Poitiera a Toulouse;  bratr krále Ludvíka IX.
- Alexandre Müller (* 1997) – francouzský profesionální tenista

## Partnerská města
- Pirmasens, Porýní-Falc, Německo